# Монада
Мона́да (від грец. μονάς — одиниця, неподільне) в ряді філософських систем —  неподільна єдність, яка може складатися з простих та складних елементів буття, першопочаток, основа явищ. Учення про монади називають монадологією. Розкриття теми монада вперше розкрив Готфрід Вільгельм Лейбніц, в своїй роботі "Монадологія" в якій описує кожну окрему монаду як повноцінний і самодостатній елемент сущого.

## Походження терміна
Термін «монада» вживався у філософських системах піфагореїзму, середнього платонізму (вчення Ксенократа), Джордано Бруно, Миколи Кузанського.
Вчення про монади як абсолютно прості, непротяжні духовні сутності, що нібито лежать в основі будь-якого буття, є центральним в ідеалістичній філософії Г.-В. Лейбніца. У сучасній філософії термін «монада» зустрічається в ідеалістичних системах плюралізму і персоналізму.
Близькі за змістом до ідеалістично витлумаченого поняття монади є поняття «субстанційна діяльність», «особа», що позначають динамічні духовні «істоти», які становлять «живе буття». Ці поняття вживають у вченнях персоналізму та інтуїтивізму.